# Leichtathletik-Weltmeisterschaften 2023/Teilnehmer (Algerien)
Der Leichtathletikverband von Algerien hat für die Leichtathletik-Weltmeisterschaften 2023 in Budapest zehn Sportler gemeldet.
| Goldmedaillen | Silbermedaillen | Bronzemedaillen |
| ------------- | --------------- | --------------- |
| —             | —               | —               |

## Ergebnisse

### Frauen

#### Laufdisziplinen
| Athletin       | Disziplin | Vorlauf | Vorlauf | Halbfinale | Halbfinale | Finale | Finale |
| Athletin       | Disziplin | Zeit    | Platz   | Zeit       | Platz      | Zeit   | Platz  |
| -------------- | --------- | ------- | ------- | ---------- | ---------- | ------ | ------ |
| Amina Bettiche | Marathon  | –       | –       | –          | –          | DNF    | DNF    |

### Männer

#### Laufdisziplinen
| Athletin            | Disziplin    | Vorlauf     | Vorlauf | Halbfinale    | Halbfinale    | Finale        | Finale        |
| Athletin            | Disziplin    | Zeit        | Platz   | Zeit          | Platz         | Zeit          | Platz         |
| ------------------- | ------------ | ----------- | ------- | ------------- | ------------- | ------------- | ------------- |
| Mohamed Ali Gouaned | 800 m        | 1:49,16 min | 52      | ausgeschieden | ausgeschieden | ausgeschieden | ausgeschieden |
| Slimane Moula       | 800 m        | 1:45,76 min | 17      | 1:43,93 min   | 3             | 1:44,95 min   | 5             |
| Djamel Sedjati      | 800 m        | 1:47,87 min | 40      | 1:44,49 min   | 13            | DSQ           | DSQ           |
| Amine Bouanani      | 110 m Hürden | 13,90 s     | 13      | ausgeschieden | ausgeschieden | ausgeschieden | ausgeschieden |
| Abdelmalik Lahoulou | 400 m Hürden | DNF         | DNF     | –             | –             | –             | –             |
| Salim Keddar        | 1500 m       | 3:35,17 min | 20      | ausgeschieden | ausgeschieden | ausgeschieden | ausgeschieden |

#### Sprung/Wurf
| Athlet                | Disziplin  | Qualifikation | Qualifikation | Finale        | Finale        |
| Athlet                | Disziplin  | Weite/Höhe    | Platz         | Weite/Höhe    | Platz         |
| --------------------- | ---------- | ------------- | ------------- | ------------- | ------------- |
| Hichem Bouhanoun      | Hochsprung | 2,14 m        | 32            | ausgeschieden | ausgeschieden |
| Yasser Mohammed Triki | Dreisprung | 16,95 m       | 6             | 17,01 m       | 5             |

#### Zehnkampf
| Athlet         | Disziplin | 100 m   | Weitsprung | Kugelstoßen | Hochsprung | 400 m | 110 m Hürden | Diskuswurf | Stabhochsprung | Speerwurf | 1500 m | Punkte | Platz |
| -------------- | --------- | ------- | ---------- | ----------- | ---------- | ----- | ------------ | ---------- | -------------- | --------- | ------ | ------ | ----- |
| Larbi Bourrada | Ergebnis  | 11,01 s | 7,09 m     | 12,44 m     | DNS        | DNS   | DNS          | DNS        | DNS            | DNS       | DNS    | DNS    | DNS   |
| Larbi Bourrada | Platz     | 21      | 19         | 23          | –          | –     | –            | –          | –              | –         | –      | –      | –     |
| Larbi Bourrada | Punkte    | 858     | 835        | 633         | –          | –     | –            | –          | –              | –         | –      | –      | –     |